# Arsenal naval de Kure

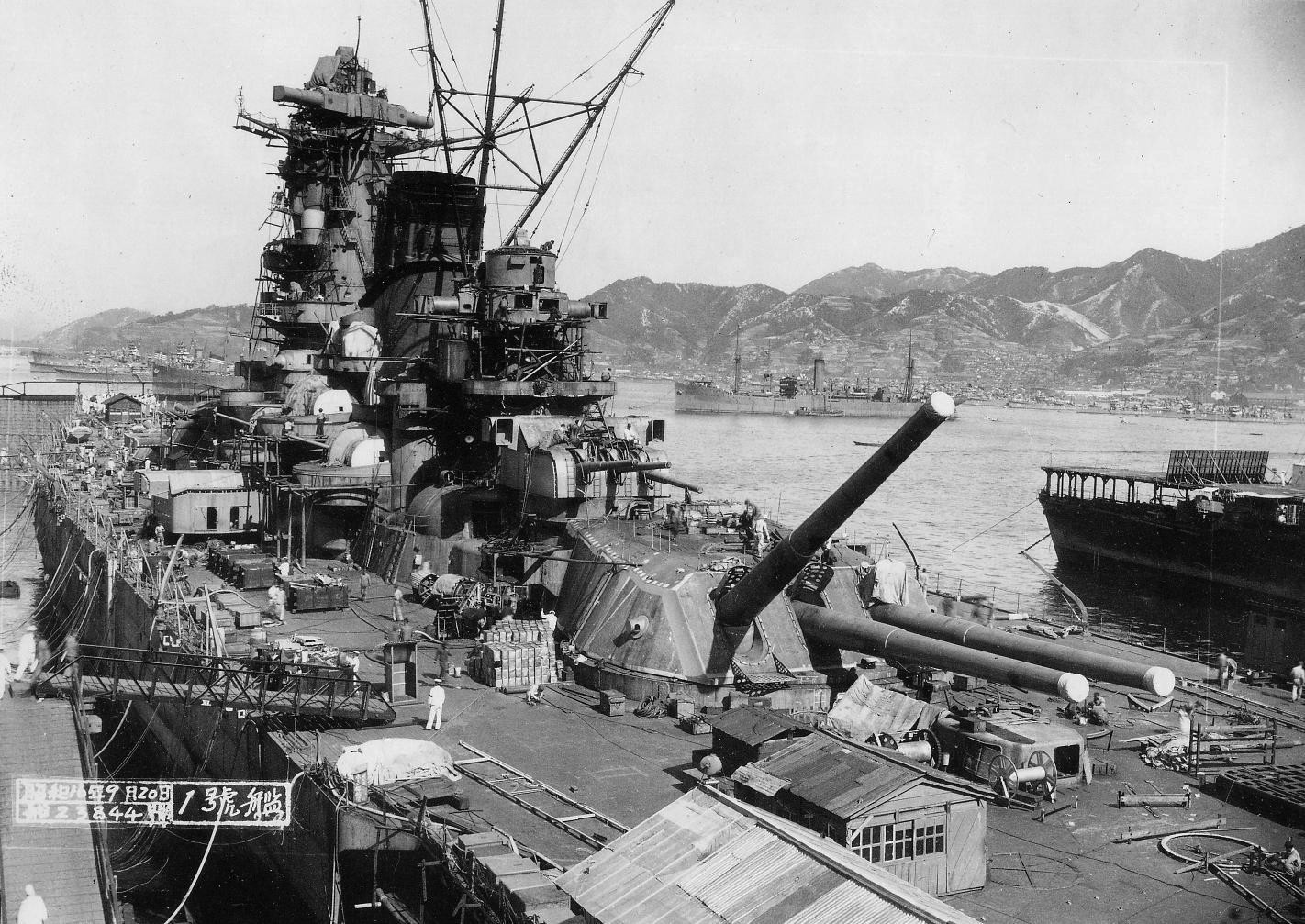
Le cuirassé Yamato en construction à l'arsenal naval de Kure.

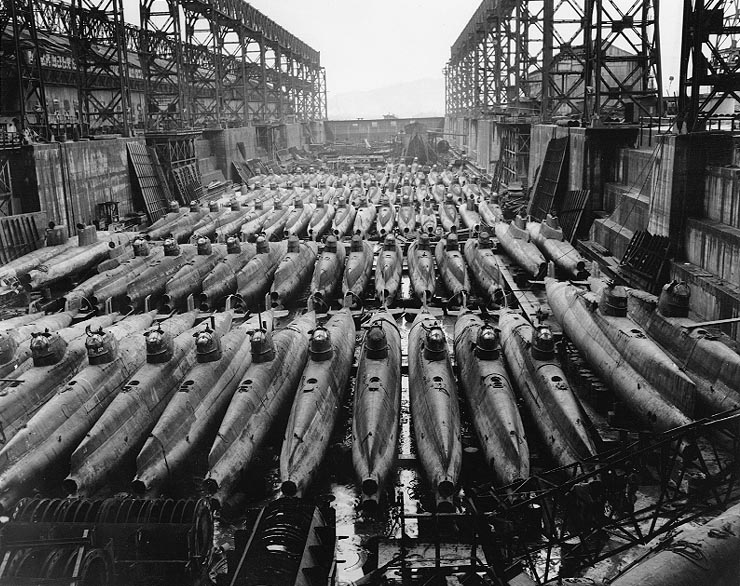
Sous-marins de poche dans une cale sèche à Kure.

L'arsenal naval de Kure (呉海軍工廠, Kure Kaigun Kōshō) est l'un des quatre principaux chantiers navals de la Marine impériale japonaise. 

## Histoire
Le district naval de Kure est établi en 1889 en tant que second district naval responsable de la défense du Japon. Des installations de réparations navales y sont construites, à l'origine pour accueillir les engins du chantier naval d'Onohama près de Kobe. La construction est supervisée par le conseiller étranger français Louis-Émile Bertin. Le premier navire de guerre construit à Kure, le Miyako, est lancé en 1897. Les « chantiers navals de Kure » sont officiellement renommés « Arsenal naval de Kure » en 1903. 
À Kure est construit l'un des plus grands chantiers navals de l'empire du Japon, capable de mettre à l'eau les plus grands navires. L'arsenal comprend une importante aciérie (construite avec l'aide des Britanniques), et des usines de production d'artillerie navale et de munitions. Le Yamato et le Nagato sont conçus et construits à Kure.
Les installations de l'arsenal naval de Kure sont la cible de bombardements répétés de la marine américaine durant la Seconde Guerre mondiale, et plus de 70 % des bâtiments et de l'équipement est détruit.
Après la reddition du Japon en 1945, l'arsenal naval de Kure est remis entre les mains d'une autorité civile. Il est aujourd'hui géré par IHI et est l'un des derniers chantiers navals actifs du Japon.